# الحكومة العراقية الانتقالية

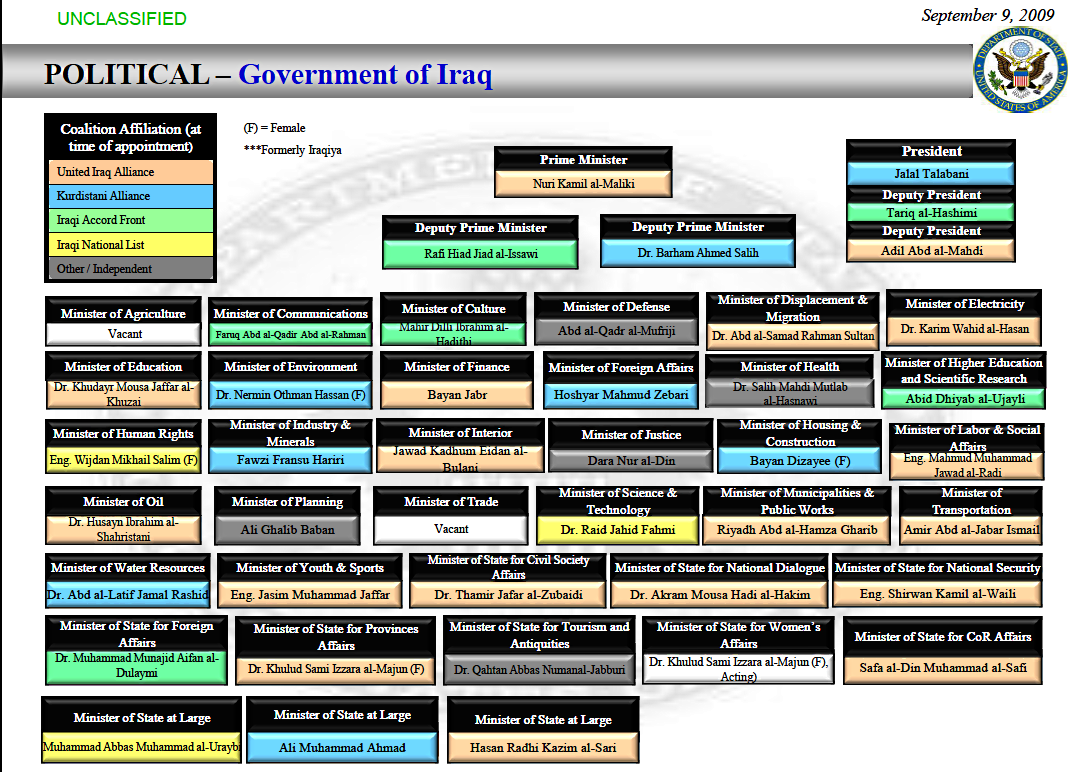

الحكومة العراقية الانتقالية أو حكومة إبراهيم الجعفري هي السلطة الرابعة حسب التسلسل الزمني والتي تشكلت في العراق عقب غزو قوات التحالف بقيادة الولايات المتحدة الأمريكية للعراق في عام 2003 وأدت إلى الإطاحة بحكم الرئيس العراقي السابق صدام حسين وحزبه الحاكم حزب البعث العربي الاشتراكي. وحلت هذهِ الحكومة محل الحكومة العراقية المؤقتة في 3 مايو 2005 وصادق مجلس النواب العراقي المؤقت عليها في 28 نيسان 2005.
بدأت هذه الفترة الانتقالية والتي يقصد بها الانتقال التدريجي بحكومة العراق إلى حكومة وبرلمان دائميين، بانتخابات البرلمان العراقي المؤقت والذي يسمى أيضا الجمعية الوطنية العراقية المؤقتة في 30 كانون الثاني 2005. وكانت المهام الرئيسية لهذه الحكومة هي الأعداد لقيام الأنتخابات العراقية لاختيار برلمان وحكومة دائمية في العراق مدتها 4 سنوات والتصديق على مسودة الدستور الذي كتب من قبل الجمعية الوطنية العراقية في الحكومة العراقية الانتقالية وقد صادق الشعب على مسودة الدستور في 15 حزيران 2005 في استفتاء شعبي وافق بالأغلبية على اقرار المسودة بمثابة الدستور العراقي الدائمي. وكان العرب من الطائفة السنية قد قاطعوا الانتخابات العامة التي أجريت في شهر يناير/ كانون الثاني من عام 2005 لانتخاب الجمعية الوطنية العراقية الانتقالية وهو الأمر الذي قلل من تمثيلهم في الجمعية الوطنية.
كانت الحكومة الانتقالية أول حكومة ذات أغلبية شيعية، وأول حكومة يتولى الأكراد فيها نحو ربع المناصب البارزة. حيث قاطعت الطائفة السنية انتخابات شهر كانون الثاني 2005 مما حدى بالشيعة والأكراد الذين حازوا على أغلبية الأصوات لتوجيه دعوات إلى شخصيات سنية أساسية للاشتراك في تمثيل الحكومة، فقد كانوا يدركون أن من دون تمثيل سني في الحكومة تتضاءل الحظوظ في انضمام الطائفة السنية إلى النظام الجديد.
أقر مجلس البرلمان العراقي التشكيلة الحكومية الجديدة بأغلبية 180 صوتا، ومعارضة خمسة أصوات، وغياب 90 عضوا. وبقيت سبعة حقائب وزارية شاغرة. وكانت الحقائب الوزارية السبع الشاغرة هي: النفط والدفاع والكهرباء والصناعة وحقوق الإنسان ومنصب نائبين لرئيس الوزراء. وتولى إبراهيم الجعفري وزارة الدفاع بشكل مؤقت، بينما شغل أحمد الجلبي منصب وزير النفط مؤقتا.
ومن الجدير بالملاحظة أن توزيع الحقائب الوزارية قد غلب عليها طابع المحاصصة الطائفية والعرقية حيث اعتمد مبدأ التوافق لإرضاء أكبر عدد ممكن من قطاعات الشعب العراقي. وتم الاتفاق على تسمية الرئيس ونائبيه وبعض المناصب خلال مفاوضات استغرقت عدة أسابيع.
- رئيس الجمهورية:- جلال طالباني
- نائب الرئيس:- غازي مشعل عجيل الياور
- نائب الرئيس:- عادل عبد المهدي
- رئيس البرلمان: حاجم الحسني
- نائب رئيس البرلمان: حسين الشهرستاني
- نائب رئيس البرلمان: عارف طيفور

## قائمة تشكيل الحكومة العراقية الانتقالية 2005
الدكتور إبراهيم الاشيقر الجعفري

رئيس مجلس الوزراء
استناداً الى الصلاحية المخولة لنا بموجب المادة (الحادية والأربعين) وأحكام الفقرة ( أ ) من المادة الثامنة والثلاثين من قانون إدارة الدولة العراقية للمرحلة الانتقالية وبناء على موافقة مجلس الرئاسة، ومصادقة الجمعية الوطنية، تم تشكيل الحكومة العراقية الانتقالية على النحو الآتي:
1. رئيس الوزراء:- إبراهيم الجعفري
2. نائب رئيس الوزراء:- أحمد الجلبي
3. نائب رئيس الوزراء:- روز نوري شاويس
4. نائب رئيس الوزراء:- عبد مطلك الجبوري
5. وزارة الخارجية:- هوشيار زيباري
6. وزارة المالية:- علي عبد الأمير علاوي
7. وزارة الداخلية:- باقر جبر الزبيدي
8. وزارة النفط:- إبراهيم بحر العلوم
9. وزارة الكهرباء:- محسن شلاش
10. وزارة الدفاع:- سعدون الدليمي
11. وزارة الإعمار والإسكان:- جاسم محمد جعفر البياتي
12. وزارة التربية:- عبد الفلاح السوداني
13. وزارة التعليم العالي:- سامي المظفر
14. وزارة الصحة:- عبد المطلب علي محمد صالح
15. وزارة التخطيط:- برهم صالح
16. وزارة الاتصالات:- جوان فؤاد معصوم
17. وزارة التجارة:- عبد الباسط كريم مولود
18. وزارة الصناعة والمعادن: أسامة النجيفي
19. وزارة الزراعة: علي البهادلي
20. وزارة العدل:- عبد الحسين شندل
21. وزارة العمل والشؤون الاجتماعية: إدريس هادي صالح
22. وزارة الموارد المائية: لطيف رشيد
23. وزارة النقل:- سلام المالكي
24. وزارة الثقافة:- نوري فرحان الراوي
25. وزارة العلوم والتكنولوجيا: باسمة يوسف بطرس
26. وزارة المهجرين:- سهيلة عبد جعفر
27. وزارة الشباب والرياضة:- طالب عزيز زيني
28. وزارة البيئة:- نرمين عثمان
29. وزارة البلديات والأشغال: نسرين برواري
30. وزارة الأمن الوطني:- عبد الكريم العنزي
31. وزارة الدولة لشؤون المحافظات: سعد نايف مشعل الحردان
32. وزارة الدولة لشؤون المجتمع المدني: علاء حبيب كاظم الصافي
33. وزارة الدولة لشؤون المرأة: أزهار الشيخلي
34. وزير الدولة للسياحة والآثار: هاشم الهاشمي
35. وزير الدولة لشؤون الجمعية الوطنية: صفاء الصافي

## وصلات خارجية
- قاعدة التشريعات والتنظيمات العراقية
- السلطة القضائية العراقية
- مجلس الوزراء العراقي
- مجلس النواب العراقي
- برنامج الأمم المتحدة الإنمائي
- برنامج إدارة الحكم في الدول العربية
- مكتب العراق لبرنامج الأمم المتحدة الإنمائي
- بعثـة الأمم المتحـدة لمســاعدة العراق - يونـامـي